# Eumelanine

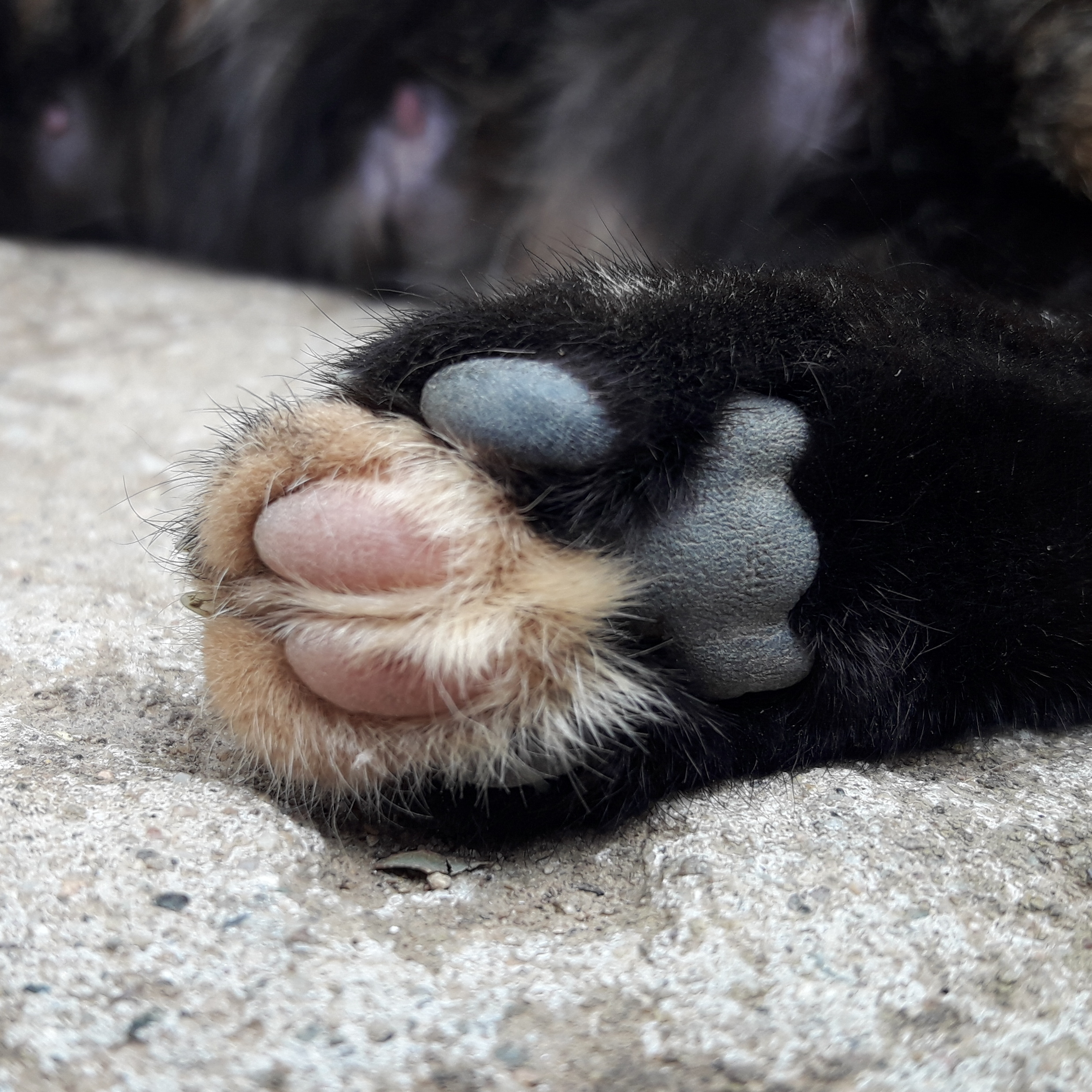
Weergave van presentatie van het rode feomelanine pigment naast het zwarte eumelanine pigment in de haren en de huid van de voetzool van een schildpadkat.

Eumelanine is een melanine (pigment), dat samen met een tweede pigmenttype, feomelanine, de haar- en huidskleur van organismen bepaalt, waaronder de mens. De pigmenten worden ook wel melanine genoemd. Eumelanine is dominant bij bruin en zwart haar, terwijl het tweede melaninetype, het feomelanine, als een rood pigment verantwoordelijk is voor lichtblond-, blond- en rood haar. Grijs haar ontstaat, wanneer bij een toenemende leeftijd, de productie van melanine in het lichaam afneemt. De melanine wordt in toenemende mate vervangen door neerslaande luchtbellen in de haarschacht. De haren gaan er van grijs tot wit uitzien.